# هاجر الأنصاري
هاجر عبد الرحمن الأنصاري (مواليد 11 أكتوبر 1992) هي لاعبة كرة قدم بحرينية محترفة تلعب كمهاجم أو لاعب وسط في نادي الترجي في الدوري السعودي للسيدات. وهي أيضًا عضو في منتخب البحرين للسيدات للكرة الطائرة ومنتخب البحرين للسيدات لكرة الصالات.

## مسيرتها الكروية

### المملكة
لعبت الأنصاري مع نادي المملكة في بطولة اتحاد جنوب آسيا للسيدات الإقليمية الافتتاحية خلال موسم 2021–22، وقادت النادي للفوز بأول لقب على الإطلاق في كرة القدم النسائية السعودية.

### المتحد
في نوفمبر 2022، انضمت الأنصاري إلى نادي المتحد في الموسم الافتتاحي لدوري الدرجة الأولى السعودي للسيدات. لقد لعبت دورًا رئيسيًا في تقدم الفريق إلى النهائي، مما مهد الطريق لصعودهم في وقت لاحق.

### الترجي
بعد استحواذ الترجي على نادي الواحة، انضمت الأنصاري إلى الترجي للمشاركة في دوري الدرجة الأولى السعودي للسيدات 2023–24. وشاركت لأول مرة في 9 نوفمبر 2023، في فوز تاريخي 23–0 على رأس تنورة، حيث سجلت أيضًا هدفها الأول للنادي. ولعبت الأنصاري دورًا رئيسيًا في أداء الفريق، وساعدتهم على التأهل إلى النهائيات ثم إلى الدور نصف النهائي، حيث سجلت الهدف الحاسم لتأمين أول صعود للنادي إلى الدوري الممتاز على الإطلاق. سجلت 17 هدفًا خلال الموسم. وفي يونيو 2024، مدد الترجي عقد الأنصاري لموسم آخر.

### البطولات الدعوية
وفي فبراير 2024، شاركت مع أكاديمية سوبر سوكر البحرين في بطولة الخليج الدولية للسيدات في الدوحة، قطر، وفازت بالبطولة. لقد انتهت باعتبارها الهداف.

## مسيرتها في الرياضية الأخرى

### كرة الصالات
في عام 2017، شاركت الأنصاري في الدوري البحريني للسيدات لكرة الصالات مع نادي الإصرار.

### الكرة الطائرة
وفي عام 2018، لعبت الأنصاري مع نادي الوصل في بطولة الفرق الرياضية العربية للسيدات في الإمارات العربية المتحدة.
وفي عام 2019، مثلت فريق الكرة الطائرة بالنادي الأهلي في النسخة الخامسة من دورة الألعاب العربية للأندية النسائية.

## مسيرتها الدولية

### كرة الصالات
يمثل الأنصاري منتخب البحرين لكرة الصالات منذ عام 2019، وفاز بالميدالية الذهبية في دورة الألعاب الخليجية 2022. كما كانت أيضًا جزءًا من التشكيلة النهائية لبطولة غرب آسيا لكرة الصالات للسيدات 2022، حيث حصل الفريق على الميدالية البرونزية.

### الكرة الطائرة
وشاركت الأنصاري ضمن المنتخب الوطني للكرة الطائرة في عدة فعاليات، من بينها دورة الألعاب الخليجية 2019 في الكويت، حيث حصلت على لقب أفضل لاعبة.

## وصلات خارجية
- هذه المقالة لا تملك بيانات على ويكي بيانات
- لا بيانات لهذه المقالة على ويكي بيانات تخص الفن
- هاجر الأنصاري في إحصائيات صانع اللاعب